# Vipera ursinii
La víbora de Orsini (Vipera ursinii) es una víbora de Europa poco agresiva, de la familia de Viperidae, descrita por primera vez en la Iconografia della fauna italica (1832) por Charles Lucien Bonaparte a partir de una especie que le había dado el naturalista Antonio Orsini. La especie está amenazada de extinción.

## Descripción
La víbora de Orsini tiene una mancha negra en su hocico redondeado, lo que la caracteriza. Al igual que todas las víboras, tiene una cabeza triangular, pero este aspecto no está muy marcado en esta especie. Sus escamas son muy marcadas (escamas llamadas carenadas). Los machos son color marrón, gris, amarillo o verde oliva, mientras que las hembras son más oscuras. Ambos sexos tienen una línea continua de color marrón oscuro o negro en zigzag en su dorso.

### Tamaño
Mide 40 cm (hasta 50 cm) y realiza 2 mudas al año. Es la serpiente venenosa más pequeña de Europa.

### Comportamiento
Es de hábitos diurnos, es tranquila y poco agresiva, pero se defiende cuando se alarma o se la toca. La toxicidad de su veneno varía entre regiones, pero es de tres a cuatro veces inferior al de la víbora áspid. Sus picaduras no han requerido nunca hospitalización.
Los juveniles son activos a partir de julio hasta septiembre, a veces hasta octubre. Las hembras están activas desde mayo, a veces en abril, hasta septiembre/octubre. Los machos están activos durante el mismo período, pero a veces lo son ya en marzo.

### Alimentación
Se alimentan casi exclusivamente de saltamontes y grillos (Gryllidae); régimen alimenticio que a veces complementan con lagartijas y roedores. Esta característica les hace que no ayunen como otras serpientes.

### Reproducción
Esta víbora es ovovivípara (no pone huevos). Después de un apareamiento en mayo, dan a luz de 3 a 4 pequeñas víboras entre finales de agosto y principios de septiembre.

## Ecología

### Distribución
Vive en el sureste de Francia, en Italia central, Hungría, en el norte y el este de Rumania (incluyendo Dobruja ) y Moldavia, Bulgaria y la ex Yugoslavia (al oeste de Croacia, al sur y al oeste de Bosnia y Herzegovina, Montenegro, Kosovo, al noroeste de Macedonia).
En Francia, se concentra en el sureste, donde ha sido observada desde hace veinte años, principalmente en los Alpes-de-Haute-Provence, en el norte de Vaucluse y al oeste de los Alpes Marítimos.
La víbora de Orsini vivía en el este de Austria, pero esta población se ha extinguido.

### Hábitat
Su hábitat se compone de brezales alpinos y pastos de montaña en el sur, donde se encuentra el enebro enano. Vive en áreas cubiertas con césped o arbustos bajos. Puede llegar a una altura de 2000 metros.
Durante un siglo estos hábitats se han cultivado y el pastoreo ha disminuido significativamente en estas regiones. Esta reforestación ha reducido en gran medida su hábitat. Los incendios en grandes áreas de su hábitat reducen la (cubierta vegetal) y la población de insectos de la que se alimentan.
En cualquier caso, su discreción y las pobres poblaciones no permiten protege adecuadamente los hábitat y la especie.

### Depredadores
Sus principales depredadores son los siguientes:
- El águila culebrera europea
- La culebra verdiamarilla
- El jabalí
- El tejón
- La culebra lisa europea
- El cuervo

## Protección
La víbora de Orsini está clasificada como en peligro de extinción (Lista Roja de la UICN; en el anexo I de la Convención de Washington; en Europa, los anexos II y IV de la Directiva de Hábitats; en el anexo II de la Convenio de Berna; en Francia, clasificada como vulnerable en el inventario de la fauna silvestre en peligro de extinción en 1994, y plenamente protegida por el decreto de 16 de diciembre de 2004). Es objeto de un programa de conservación de LIFE (2006-2011), para conocerla mejor, evaluar su capacidad de recolonización y experimentar un desarrollo de su hábitat.